# Список эпизодов телесериала «Крик»
Список эпизодов американского телесериала «Крик».

## Обзор сезонов
| Сезон | Серии | Серии | Даты показа  | Даты показа     | Даты показа | Зрителей в США (млн) |
| Сезон | Серии | Серии | Первая серия | Последняя серия | Канал       | Зрителей в США (млн) |
| ----- | ----- | ----- | ------------ | --------------- | ----------- | -------------------- |
| 1     | 10    | 10    | 30 июня 2015 | 1 сентября 2015 | MTV         | 0,754                |
| 2     | 14    | 14    | 30 мая 2016  | 18 октября 2016 | MTV         | 0,369                |
| 3     | 6     | 6     | 8 июля 2019  | 10 июля 2019    | VH1         | 0,473                |

## Эпизоды

### Сезон 1 (2015)
| № общий | № в сезоне | Название                                | Режиссёр        | Автор сценария                             | Дата премьеры   | Зрители в США (млн) |
| --- | ---------- | --------------------------------------- | --------------- | ------------------------------------------ | --------------- | ------------------- |
| 1 | 1          | «Пилот» «Pilot»                         | Джейми Тревис   | Джилл Блотевогель, Дэн Дворкин, Джей Битти | 30 июня 2015    | 1,03                |
| Друзья развлекаются на автомобильной парковке и случайно становятся свидетелями того, как их одноклассница Одри Дженсен целуется с другой девушкой. Нина Патерсон снимает это на видео и выкладывает на Ютьюб. Позже её одноклассник Тайлер О’Нилл подвозит Нину к её дому. Она входит в дом, когда от Тайлера начинают приходить странные смс-сообщения, из которых становится понятно, что он следит за ней. Нина сначала пугается, но затем приглашает Тайлера к себе в джакузи, но вместо Тайлера кто-то кидает в джакузи его отрубленную голову. Нина пытается звать на помощь, но появляется убийца в чёрном одеянии и больничной маске и убивает её, перерезав ей горло и кинув тело в бассейн. Тело Нины находят её родители. После того как все узнают об убийстве, по городу начинают ползти слухи о возвращении Брандон Джеймса. В 1994 году одетый в чёрный балахон и постоперационную маску он жестоко убил 5 учеников на Хэллоуине из-за неразделённой любви. Мистер Брэнсон - новый учитель, который недавно переехал в Лейквуд. После занятий он подходит к одной из своих учениц и дочери мэра Лейквуда - Брук Мэддокс, и говорит, что им пора прекратить их индивидуальные занятия. Брук неохотно соглашается, при условии, что мистер Брэнсон перестанет звонить ей после пары выпитых рюмок и спрашивать есть ли на ней трусики. Эмма Дювал и Уилл Бельмонт готовятся к тесту по математике, Вилл (парень Эммы) просит у неё прощения за то, что его телефон был недоступен, объясняя это тем, что он разрядился, а зарядка была в спортивной сумке. Школьники устраивают поминки Нины у Брук дома. Эмма приглашает прийти Одри. Она чувствует свою вину перед старой подругой, так как была рядом с Ниной, когда та снимала и выкладывала видео в интернет. Одри приходит на поминки и объясняет всем, что она не лесбиянка. В конце поминок Эмма выясняет, что Уилл (парень Эммы) изменял ей с Ниной. Они ссорятся и расстаются, а Эмма знакомится с Кироном (сыном шерифа города) и целуется с ним. Шериф Кларк Хадсон – заигрывает с матерью Эммы (Маргарет Дювал), которая работает патологоанатомом. Она была в возрасте Эммы, когда произошли убийства в 1994. Отец Эммы, Кевин, с ними не живёт. Эмме под дверь кладут свёрток, который адресован некоей Дэйзи. Свёрток забирает её мать, и, открыв его, обнаруживает там вырезанное сердце свиньи. |            |                                         |                 |                                            |                 |                     |
| 2 | 2          | «Привет, Эмма» «Hello, Emma»            | Тим Хантер      | Джилл Блотевогель                          | 7 июля 2015     | 0,810               |
| Видео удаляют из интернета в связи с непристойным содержанием. Убийца убивает снова, на этот раз жертва - Рейчел Мюррей, девушка Одри. Маньяк набрасывается на неё сзади и вешает её в заранее приготовленную петлю. Когда её тело находят, полиция рассматривает версию самоубийства, однако после вскрытия становится ясно, что Рейчел убили, потому что повреждения на теле не соответствуют положению, в котором её нашли. Позже все жители города получают MMS с GIF изображением, где убийца в чёрном плаще и медицинской маске делает селфи на фоне окровавленного тела Нины, плавающего в бассейне. В это время в Лейквуд приезжает Пайпер Шэй – журналистка, которая ведёт свой подкаст и собственное расследование убийств. Она опрашивает школьников на предмет последних событий. Уилл пытается помириться с Эммой и просит прийти её на игру. Она соглашается и их отношения немного налаживаются. Кирон ревнует, но ничего не может сделать. Ноа Фостер – лучший друг Одри и фанат серийных убийц, получает предложение от Райли Марра (девушки, которая ему симпатична) встретиться на футбольном поле ночью, чтобы изучать звёзды. Эмме звонит убийца, сначала представляясь сотрудником охранной службы. Он говорит, что хочет показать ей правду - кто она на самом деле |            |                                         |                 |                                            |                 |                     |
| 3 | 3          | «Хочешь поиграть?» «Wanna Play a Game?» | Тим Хантер      | Джордан Розенберг и Мередит Глинн          | 14 июля 2015    | 0,870               |
| Джейк Фитцджералд достаёт из тайника коробку, но она оказывается пустой. Содержимое коробки забрал Уилл. Эти двое явно скрывают что-то нехорошее. Одри собирается повеситься вслед за своей девушкой Рейчел, но в комнату входит Эмма и вытаскивает её из петли. После Эмма общается с маньяком по смс и узнаёт что её мама Дейзи, она сменила имя после давних кровавых событий, чтобы никто об этом не знал. Всем друзьям приходит смс от Тайлера, с просьбой встретиться и помочь. Шериф организует операцию по задержанию, но вместо Тайлера приходит другой человек. В это время маньяк даёт Эмме шанс выбрать – кто будет следующей жертвой – хорошая девочка или плохая? Эмма понимает, что выбор стоит между Райли и Брук. Она просит не трогать Брук, потому что Райли в этот момент находится в полицейском участке в безопасности. Но убийца от имени Тайлера пишет Райли смс, с просьбой встретиться с ней на парковке, возле участка. Та выходит, получает ранение ножом в живот, но противостоит убийце и пытается убежать через крышу, однако маньяк догоняет её и убивает. Во время погони за убийцей, он взрывает машину Тайлера. |            |                                         |                 |                                            |                 |                     |
| 4 | 4          | «Последствия» «Aftermath»               | Брайан Даннелли | Эрин Майер и Кей Рейндл                    | 21 июля 2015    | 0,800               |
| Полицейские обследуют согревшую машину Тайлера и делают вывод, что тот был обезглавлен при столкновении. Одри уверена – Тайлер не настоящий убийца, и переживает что убийство её любовницы Райли повесят на него. Она хамит полицейскому, потому что те так и не смогли найти голову на месте автокатастрофы. Брук приходит шуточная СМС от одноклассников с просьбой проголосовать, кто будет следующий – она или Эмма. Большинство голосов за неё, Брук чувствует себя несчастной. Эмма получает старый школьный альбом, где кто-то вырезал лица, закрасил лицо её отца и сделал надпись - истина там, где сделана маска. Эмма, Одри и Ноа решают отправиться в заброшенную больницу, где делали операцию убийце. Там они находят труп свиньи без сердца и головы, снимки операции Брандона Джеймса, компьютер Нины с зашифрованными файлами и голову Тайлера О’Нилла. Джейк и Уилл шантажируют мэра Куинна Мэддокса. Пайпер собирается уехать из города, но Эмма просит её остаться. Позже Одри и Ноа пытаются получить доступ к видео на компьютере Нины, и случайно выкладывают одно видео в интернет – на котором Эмма и Уилл занимаются любовью. |            |                                         |                 |                                            |                 |                     |
| 5 | 5          | «Разоблачение» «Exposed»                | Брайан Даннелли | Дэвид Коггешел                             | 28 июля 2015    | 0,750               |
| Детектив Лоррейн Брок приезжает в Лейквуд и забирает расследование дела у шерифа. В городе устраивают вечер памяти погибших. Все издеваются над Эммой из-за видео, на котором был её первый раз. Брок рассказывает Эмм правду, о том, что Уилл переспал тогда с ней на спор. Эмма получает очередное СМС от маньяка с угрозой – если они что-то расскажет детективу, то умрёт её мать. Мэр отдаёт 10 тыс Джэйку чтобы видео с компроматом на него не было опубликовано, Джэйк требует с него ещё 100 тыс. Пайпер рассказывает Эмме историю, почему она работает журналисткой и ведёт свои подкасты – её отца убили, и полиция не раскрыла это дело. Брок узнаёт, что её мать в лечебнице. Полиция вводит уроки самообороны. Ноа обнаруживает шпионскую программу, которая дет доступ к камерам мобильных телефонов, на компьютере своего учителя Мистера Брэнсона. Джэйк подставляет Уилла, рассказывая Брок что он шантажирует её отца, потому что ему нужны деньги для дальнейшего обучения в колледже. Он показывает Брок видео, где её отец тащит труп, завёрнутый в полотенце из багажника своей машины. Кирон учит Эмму стрелять, затем они занимаются любовью. |            |                                         |                 |                                            |                 |                     |
| 6 | 6          | «Предательство» «Betrayed»              | Джулиус Ремзи   | Джейми Палья                               | 4 августа 2015  | 0,680               |
| Эмме сниться кошмар. Пайпер общается с Уиллом в кафе. Одри и Ноа выясняют, что учитель Брэндон скрывает своё настоящее имя, и подозревают его в том, что он маньяк. Детектив Брок допрашивает Маргарет (мать Эммы, она же Дейзи в прошлом) и арестовывают Одри как главную подозреваемую, потому что внутри маски найденной в больнице находят её ДНК. Одри звонит Эмме из полицейского участка и просит поехать к ней домой, забрать и уничтожить видео, записанное на одну из карт памяти. Эмма и Ноа с трудом успевают это сделать и сбежать незамеченными через окно, до того как в дом Одри приезжает полиция с обыском. Эмма и Ноа всё же решаются посмотреть видео, которое Одри просила их уничтожить. На видео Одри грозиться убить Нину. Маргарет, наконец, рассказывает Эмме о воем прошлом. Они выросли с Брэндоном вместе, и он был влюблён в неё. На выпуском она поссорилась с отцом Эммы – Кевином, и Брэндон пришёл на танцы убедить её в том, что она заслуживает лучшего. Кевин узнал и избил его. Тогда Дейзи предложила Брэндону встретиться на причале, где его застрелили полицейские. Одри отпускают, потому что выяснилось, что образцы ДНК в госпитале могли быть испорчены. Уилл возвращает мэру деньги, которые они с Джейком взяли у него шантажом и просит прощения. Журналистка Пайпер присутствует при этом. После того как мэр уходит, появляется убийца, оглушает Пайпер и ранет Уилла. |            |                                         |                 |                                            |                 |                     |
| 7 | 7          | «В засаде» «In the Trenches»            | Ли Джаньяк      | Джордан Розенберг и Мередит Глинн          | 11 августа 2015 | 0,640               |
| Уилл приходит в себя связанный. Пайпер рассказывает Эмме, Одри и Ноа про это происшествие. На стене они обнаруживают запись – без копов Эмма. Ноа определяет положение Уилла по GPS, местом где держат Уилла оказывается заброшенный боулинг. Ноа и Джейк начинают подозревать друг друга. Ребята находят Уилла без сознания, когда на них нападает маньяк, но благодаря Кирону приезжает полиция, и маньяку не удаётся кого-либо убить. Джейка увозят в больницу с ножевым ранением. Эмма узнаёт, что её мама спала с Брэндоном, благодаря кассете допроса её отца, которую она нашла в боулинге. Лоррейн Брок отстраняют от дела и отдают его обратно шерифу Хадсону. После пережитых вместе событий отношения между Уиллом и Эммой налаживаются. Уилл сидит дома на больничном и приглашает Эмму посмотреть вместе фильм. Та соглашается и кажется уже простила Уилла, но того разрубает на части бензопилой, когда она приходит к нему домой. |            |                                         |                 |                                            |                 |                     |
| 8 | 8          | «Призраки» «Ghosts»                     | Родман Флендер  | Эрин Майер и Кей Рейндл                    | 18 августа 2015 | 0,650               |
| Эмма постоянно прослушивает кассету, найденную в заброшенном боулинге. Джейк в больнице, лезвие чудом не задело важных органов. Пайпер показывает шерифу видео, компрометирующее мэра и того арестовывают. Брук разговаривает с мамой по телефону – та действительно в лечебнице и с ней всё в порядке. Позже мэр рассказывает Брук правду, что на том видео в багажнике был поставщик наркотиков, который снабжал ими её мать и который был уже мёртв. Шериф начинает всерьёз начинает подозревать Кевина Дювала (отца Эммы) в совершение убийств. Он работал на нефтяной вышке и взял отпуск ровно с того момента как всё началось. Полиция отследила его кредитные карты, он расплачивался на запивке рядом с их городом. Он приезжает к Эмме в больницу впервые спустя 8 лет, но визит отца оказывается видением из-за бессонницы Эммы. Эмма просит у Одри посмотреть видео из госпиталя, когда они туда ходили. Просмотрев видеозапись, Эмма узнаёт, что её мать была беременна от Брэндона Джеймса и родила от него ребёнка в 16 лет. Как-то раз они пошли играть в боулинг, где работал Брэндон, и там она узнала, что её парень Кевин (будущий отец Эммы изменил ей с её лучшей подругой). Она была так зла, а Брэндон был так добр и это произошло. Одри и Ноа обыскивают класс мистера Бренсона и находят там окровавленный нож. Ноа выясняет, что его настоящая фамилия - Пауэр. Они рассказывают обо всём шерифу, и полиция арестовывает его в тот момент, когда он собирается переспать с Брук. |            |                                         |                 |                                            |                 |                     |
| 9 | 9          | «Бал» «The Dance»                       | Тай Уэст        | Джилл Блотевогель                          | 25 августа 2015 | 0,550               |
| Мистера Бренсон утверждает, что это не его нож. В городе Хэллуин, но полиция просит отказаться от масок, но не отменяют танцы. Брок переезжает жить к Джейку. Эмма хочет поговорить с Брэнсоном, в надежде понять он ли настоящий убийца. Журналистка Пайпер находит мать Брэндона Джеймса – Кэйси Джеймс. Та рассказывает Пайпер и Эмме, что родила Брэндона в 50 лет и говорит, что сын Брэндона приходил к ней и его зовут Сэт. Позже Кирон навещает Эмму, они целуются и готовятся пойти на танцы в честь Хэллуина. Кто-то наблюдал за Брок через веб-камеру. Она обвиняет Джека, тот говорит, что это не он, но Брок уходит. Шериф ходит по домам в надежде найти какие-то зацепки и предотвратить преступления, но маньяк находит его сам и оглушает. Позже на танцах, на большом экране показывают запись как раненный шериф привязан к дереву, когда его находят – он умирает. Пайпер сообщает Эмме, что Кэйси Джеймс перепутала имя, и когда она ходила к ней второй раз, назвала ей имя – Кирон. Сэт Брэнсон бежит из тюрьмы. |            |                                         |                 |                                            |                 |                     |
| 10 | 10         | «Откровения» «Revelations»              | Джейми Тревис   | Джейми Палья                               | 1 сентября 2015 | 0,760               |
| Сэт Брэнсон сбежал, на месте найден мёртвый офицер. Эмма звонит Кирону – но он не берёт трубку. Маньяк звонит Эмме и сообщает, что сегодня долгожданный финал. При вскрытии изо рта офицера, который охранял Брэнсона, вытаскивают деревянный кулон в форме сердечка (подарок Брэндона Джеймса, который он подарил Дэйзи много лет назад). Сэт приходит к Брук, и говорит, что его подставили, и он никого не убивал. На Брук начинает охотиться маньяк, и она запирается в холодильнике, откуда её спасают друзья. Маньяк заманивает Эмму и её мать на озеро, на то самое место, где был убит Брэндон Джеймс. Он снимает маску, и оказывается Пайпер (журналисткой). Оказывается, что Пайпер — дочь Дэйзи (ныне Маргарет Дювал) и Брэндона Джеймса, от которой Дэйзи отказалась. Пайпер собирает убить их, но её планы рушит Одри, которая убивает Пайпер первая. Кажется, что с Лэйквуйским потрошителем покончено, но так ли это на самом деле? Ведь осталось ещё столько вопросов, на которые пока нет ответов... |            |                                         |                 |                                            |                 |                     |

### Сезон 2 (2016)
| № общий | № в сезоне | Название                                                                 | Режиссёр                     | Автор сценария                | Дата премьеры   | Зрители в США (млн) |
| --- | ---------- | ------------------------------------------------------------------------ | ---------------------------- | ----------------------------- | --------------- | ------------------- |
| 11 | 1          | «Я знаю, что вы сделали прошлым летом» «I Know What You Did Last Summer» | Брайан Даннелли              | Майкл Ганс и Ричард Реджистер | 30 мая 2016     | 0,400               |
| Кажется, что все вернулись к обычной жизни – но ненадолго. Одри работает в кинотеатре, когда получает странные СМС и звонки с незнакомого номера. Кто-то решает её разыграть и в виде шутки нападает на неё в костюме маньяка. Одри защищается и ударяет парня отвёрткой в живот. Того увозят в больницу. Ноа считает, что это не случайно, и что шутников кто-то подбил на этот поступок. Друзья собираются на вечеринку в честь возвращения Эммы после трёх месяцев лечения от галлюцинаций. Эмма пытается восстановить отношения с Кироном, но у них не очень получается. К Кирону приезжает тётя Тина – опекун, которая хочет перевезти Кирона под свой присмотр в Атланту, но передумывает благодаря уговорам своего сына и двоюродного брата Кирона – Илая. Брук и Джейк ссорятся из-за того, что Брук не хочет афишировать их отношения. Брук объясняет это тем, что Джейк шантажировал её отца, а Джейк говорит, что ей просто нравится прятаться ото всех, как она делала это с мистером Брэнсоном. Джейк предпринимает попытку доказать Брук свои чувства и для этого едет на заброшенную свиную ферму, где его встречает маньяк и мучительно убивает. Эмма первый день в школе, на уроке психологии знакомится с новой учительницей – Карен Ланг, в которую тайно влюблён Ноа. Миссис Ланг даёт задание – вести дневник снов и свой телефон Эмме, в случае, если она захочет с кем-то поговорить. В это же время Эмма просит свою одноклассницу и отличницу Зою Вагн поднатаскать её по пропущенному школьному материалу, та соглашается. Ноа выдвигает теорию, что у Пайпер был сообщник. |            |                                                                          |                              |                               |                 |                     |
| 12 | 2          | «Психо» «Psycho»                                                         | Скот Спир                    | Мередит Глинн                 | 6 июня 2016     | 0,500               |
| Эмма и Брук приходят на свиную ферму, принадлежавшую брату Брэндона Джеймса. Там они находят множество фотографий Эммы, испугавшись, Эмма рассказывает об этом своей матери, и они возвращаются в этот дом уже вместе, но фотографий уже нет. Маргарет рассказывает Эмме, что она часто бывала в этом доме и на ферме у семьи Джеймсов, вместе с Эммой, когда та была маленькой. Теперь становится понятно, почему Эмме постоянно сниться это место. Брок подаёт заявление о пропажи Джейка, так как он не отвечает на смс, где Брок предлагает ему прислать фотографию её сисек. Но в последний момент Джейк отвечает и Брок передумывает. В полицейском участке она общается с сыном нового шерифа - Густаво А'Коста. Позже Брок получает цветы и записку с извинениями от Джейка, точнее от того кто себя за него выдаёт. Эмму преследует машина, оказалось, что её отец – Кевин Дювал вернулся в город, и это он напугал её тогда в заброшенном доме на бывшей свиноферме. Одри продолжает общаться с незнакомцем по телефону. Вероятно, что Одри была помощником Пайпер, она писала ей письма, в которых предлагала свою помощь, так же их вместе видел клерк отеля, где жила Пайпер. Теперь маньяк шантажирует её этим, а Одри приходится приложить много усилий, чтобы об этом не догадался Ноа. Она проникает на склад, куда сложили на хранения вещи Пайпер и обнаруживает там расчленённый труп Джейка. |            |                                                                          |                              |                               |                 |                     |
| 13 | 3          | «Вакансия» «Vacancy»                                                     | Джейми Трэвис                | Стив Йоки                     | 13 июня 2016    | 0,350               |
| На складе в боксе, рядом с трупом Джейка, Одри находит стикеры с надписями – «видишь, как я закончил работу за тебя, Одри». Она спешно забирает стикеры и убегает оттуда. Эмма рассказывает Одри о возвращении своего отца – Кевина Дювала. Одри полагает, что это странно, что он возник так внезапно. Он был не в себе, когда Брэндон убил всех его друзей. Эма встречается с отцом в кафе. Тот говорит, что хотел вернуться, но не смог взять себя в руки, а мама Эммы говорила ему, что Эмма пока не готова его видеть. Эмма спрашивает - почему он её бросил, но Кевин не может объяснить и Эмма уходит. Ноа и Одра идут в бокс, где должны храниться вещи Пайпер. Одри делает вид, что она тут в первый раз. Трупа Джейка там уже нет, но Ноа находит камеру. Кто-то следит за этим местом. Ноа пробует просмотреть видеозаписи с этой камеры, но у него ничего не получается, в этот момент Одри уже была готова вырубить Ноа ударом по голове, чтобы он не узнал правду. Позже ей на телефон приходит видео, как она выбегает из бокса с текстом – «не волнуйся напарница, я тебя прикрыл». Брук продолжать общаться с кем-то, кто выдаёт себя за Джейка через смс. Илай – двоюродный брат Кирона теперь официально ходит в школу Лейквуда и знакомиться со всеми. Эмма жалуется Кирону, что с Одри что-то не так. Кевин Дювала разговаривает с Маргерет и выясняется, что он приехал не просто так, ему написала подруга Эммы – Райли Марра, которая на самом деле была убита Пайпер задолго до этого. Всё это время получал письма от мёртвой девушки. Он показывают переписку шерифу – Мигелю Акоста, тот обещает разобраться. Ноа, Зои, Брук и Густаво Акоста (сын шерифа) идут в кино. Там они встречают Сета Бренсона – их бывшего учителя и любовника Брук. Густаво подыгрывает Брук, когда она врёт Сету, что он её новый парень. Сет признаётся, что это он оставил цветы на машине, которые Брук считала подарком от Джейка. Она пишет Джейку смс что между ними всё кончено, у окончательно убеждается в том, что он с родителями в Мексике. Эмма получает письменное сообщение от отца через администратора кафе – в письме он назначает ей встречу в местной гостинице и сообщает, что готов ответить, почему он бросил её. В это время в гостинице маньяк жестоко убивает местного клерка винным штопором. Эма идёт на встречу с отцом в гостиницу, входит в номер, где в ванной комнате прячется убийца. Не проходя в ванную, она изучает вырезки из газет на комоде. Затем слышит шум на улице и выходит наружу, чудом избежав расправы. Одри получает видео-сообщение с прямой трансляцией происходящего от маньяка, вызывает полицию и мчится к Эмме на помощь. Шум был из-за драки её отца с одним из посетителей пивного бара. Ситуация разрешается, а Одри находит под сиденьем своей машины окровавленный штопор – орудие недавнего убийства. |            |                                                                          |                              |                               |                 |                     |
| 14 | 4          | «С Днём рождения меня!» «Happy Birthday To Me»                           | Дэниел Стеймм                | Брайан Сейв                   | 20 июня 2016    | 0,270               |
| Одри закапывает штопор в землю, на следующей день кто-то возвращает его ей обратно прямо в кровать. Брук получает смс от Джейка, о том, что они увидятся завтра. Одри подозревает Густаво в убийствах. Во время занятий она включает пожарную тревогу и обыскивает его вещи, среди которых находит странные рисунки Лейквудской шестёрки. Эмме сниться сон, как Кирона убивает маньяк. Она ссориться с обоими родителями. У Кирона сегодня день рождения. Он просит Эмму отпраздновать с ним вдвоём наедине, но его двоюродный брат Илай подговаривает Эмму устроить большую вечеринку-сюрприз, убеждая что Кирону на самом деле этого хочется. Во время подготовки к вечеринке он пристаёт к Эмме, и они едва не целуются. Во время вечеринки под дверь обнаруживают подарок – дорогую бутылку с алкоголем, подписанную как от Джейка. Выпив оттуда у всех начинается рвота, затем галлюцинации. Мэр Куинн Мэддокс просит шерифа найти Джейка, потому что хочет обсудить с ним их взаимоотношений с его дочерью – Брук. Шериф Мигель Акоста начинает расследование, в ходе которого выясняет, что Джейк отпросился с занятий в школе из-за больного горла, переписывается с родителями, но не появляется у себя дома. Во время публичного мероприятия – выбора леди озера, Брук вызывают на сцену, где на неё падает труп Джейка. |            |                                                                          |                              |                               |                 |                     |
| 15 | 5          | «Рассвет мертвецов» «Dawn Of The Dead»                                   | Оз Скотт                     | Хит Корсон                    | 28 июня 2016    | 0,450               |
| Шериф закрывает школу, никого не впускают и не выпускают. Все присутствующие на церемонии школьники и учителя остаются внутри. Всех по очереди вызывают на допрос. Одри узнаёт о переписке Брук с Джейком и говорит ей что это писал не Джейк. В это время Эмма находит в своей сумке телефон Джейка. Кто-то подбросил его ей. Полиция обыскивает шкафчики, заметив это – Кирон с помощью Ноа пытается добраться до своего шкафчика раньше, чем это сделают помощники шерифа, но ему это не удаётся и шериф находит у него пистолет. На допросе Кирон рассказывает про телефон Джейка у Эммы в сумке. Школьный психолог Карэн Лэнг пытается помочь Эмме, закрывает её в своём кабинете и уходит. В это время приходит убийца, но Эмма разбивает стекло и на шум прибегают полицейские, которые считают, что у неё были галлюцинации. В это время Одри замечает, как Густаво рисует Лейквудскую шестёрку и прилюдно обвиняет его в преступлениях, за что толпа избивает его, пока их не останавливает шериф. В суматохе, Ноа незаметно забирает телефон Одри и читает всю переписку с маньяком. |            |                                                                          |                              |                               |                 |                     |
| 16 | 6          | «Джиперс Криперс» «Jeepers Creepers»                                     | Эван Кац                     | Анна Кристофер                | 5 июля 2016     | 0,450               |
| Прошёл ровно день, как нашли тело Джейка. Ноа продолжает вести свой подкаст, где обсуждает произошедшие события. Кирон извиняется перед Эммой за то, что рассказал полицейским про телефон Джейка, а та рассказывает ему про звонки маньяка и про встречу с ним в школе. Брук думает что убийца – Сет Бренсон, который сделал это из ревности. Шериф уверяет, что Сет чист (у него есть альби – в ночь убийства он был с Кристин Лэнг), а телефон Джейка зашифрован. Брук, не доверяя словам шерифа, назначает Бренсону встречу в отеле, где связывает его и угрожает отрезать ему его достоинство. И в конце концов она просто оставляет его лежать привязанным к кровати. Густаво показывает Одри свои рисунки и говорит, что пишет комикс про Лейквудскую шестёрку, Одри извиняется перед ним. Ноа следит за Одри и незаметно возвращено ей телефон. Ноа и Эмма хотят встретиться с Эдди, работником мотеля, они пишут ему, и с его телефона приходит смс с предложением о встрече на ярмарке в комнате смеха. Ноа приезжает на встречу один, потому что у Эммы прокололо колесо. Он заходит в комнату смеха, но там никого нет, тогда он возвращается в машину, где на него нападают и оглушают. Он приходит в себя связанный на карусели, вместе с Одри. Предполагая, что его могут убить, он признаётся Одри в любви, а также в том, что украл её телефон и прочитал переписку. Одри также рассказывает Ноа правду - она знает, почему маньяк преследует её – она привела Пайпер в Лейквуд. Она писала ей и умоляла помочь ей с документальным фильмом про Брендона. В это время к карусели приходят Эмма и Кирон, освобождают Ноа и Одри и все уезжают оттуда Маньяк приходит в гостиницу к связанному Бренсону и отрезает ему руку. |            |                                                                          |                              |                               |                 |                     |
| 17 | 7          | «Впусти меня» «Let The Right One In»                                     | Родмен Флендер               | Стив Йоки                     | 12 июля 2016    | 0,405               |
| Шериф Мигель А'Коста приходит к Эмме домой и просит проверить её компьютер. Они выяснили, что письма от имени Райли Марры к её отцу были отправлены с её IP-адреса. Эмма рассказывает шерифу про свои фотографии на старой ферме и ссорится с Кироном, из-за того, что тот рассказал про неё шерифу. Позже, шериф с помощниками обыскивают ферму и действительно находят там одну фотографию Эммы в детстве. Ноа настаивает, что Одри рассказала Эмме всю правду про себя. В кафе он встречает Зои, которая предлагает позаниматься после уроков. Зои признаётся Ноа, что год назад её не было в Лейквуде, потому что у неё были проблемы, и она проходила лечение. В этот момент ему звонит Одри, но он не берёт трубку, чтобы не портить момент. Родители Ноа уезжают вечером, и он приглашает Зои к себе домой. Во время свидания Зои отвлекает Ноа и находит в его компьютере аудиозапись (компромат на Одри) и пересылает её на свой e-mail адрес. Они начинают заниматься сексом, но внезапно входит Одри и мешает им. Мисс Лэнг подходит к Эмме, чтобы извиниться. Она закрыла в классе ради её же защиты, и думает, что это вызвало паническую атаку. Мисс Лэнг звонит убийца и выманивает её в холл школы, где нападает и почти убивает её, но в последний момент ему мешает уборщик, который случайно оказывается на месте преступления. Брук рассказывает Одри про Брэнсона. Она думает, что он до сих пор находится в гостиничном номере, в наручниках, привязанный к кровати, но когда они приходят туда – в номере никого нет. В этот момент Брук приходит смс от Бренсона – она должна прийти в школу в его бывшей кабинет в 2 часа и «извиниться», иначе он сдаст её. Слово «извиниться» Бренсон выделил в кавычки. Одри также приходит смс от убийцы – «приходи в школу одна или все увидят видео со склада». Ей с трудом удаётся уговорить Брук подождать около входа, пока она зайдёт в школу первая, под предлогом развеять обстановку. Там она находит уборщика и мисс Лэнг без сознания и вызывает полицию. Элай теперь работает вместе с Эммой в кафе и заигрывает с ней, это замечает Кирон. Он приглашает её погулять и поговорить после работы, вместе они забираются в заброшенный дом. Элай признаёмся Эмме что он часто влезает в чужие дома. Он пытается поцеловать Эмму, но та отказывает, говоря, что любит Кирона. Внезапно срабатывает датчик дыма, и дом мгновенно загорается, Эмма и лай убегают. |            |                                                                          |                              |                               |                 |                     |
| 18 | 8          | «Деревня проклятых» «Village Of The Damned»                              | Гил Кинан                    | Мередит Глинн                 | 19 июля 2016    | 0,362               |
| Полиция находят среди остатков дома сгоревшие тела двоих человек – Бренсона и Эдди (администратора из отеля). Шериф А'Коста обыскивает вещи на столе мисс Лэнг в школе и находит там рисунки и аудиозапись интервью с его сыном, вследствие чего делает вывод, что он может быть причастен ко всему происходящему и пытается найти маску убийцы в его комнате. Эмма рассказывает про то, что они с Элаем были в доме, до того как он загорелся и приводит Эдай в участок. От шерифа она узнаёт, что Элай вломился в спальню девушки в Атланте, и против него есть судебный запрет. Одри просыпается и обнаруживает на своём зеркале надпись – «12 мёртвых, никто тебя никогда не простит». Убийца вновь шантажирует Одри, чтобы та рассказа Эмме правду. Одри решает пригласить её на карнавал в честь столетия Лейквуда. Эмма рассказывает Кирону, что она знает правду от Илая – он поссорился с родителями в день когда они погибли. Кирон злится и запрещает общаться ей с Илаем. Кирон и Элай дерутся на ярмарке из-за Эммы. Брук как дочь мэра, должна выступить с речью на карнавале. Зои приносит алкоголь, и предлагает ей выпить, чтобы Брук не боялась выступать на публике. В итоге Брук напивается и вместо нужно речи, обвиняет жителей города и закон в бездействии. Эмма получает смс от Кирона – «встретимся у колеса обозрения». Придя на место, он слышит звук из комнаты смеха и идёт туда. Там она сталкивается с убийцей, позже выясняется, что это был Кирон – убийца оглушил Кирона и надел на него свой костюм. Одри наконец приходит к Эмме, с намерением рассказать ей правду, но видит как Эмма слушает аудиофайл с её признанием – кто-то уже отправил ей его на телефон. |            |                                                                          |                              |                               |                 |                     |
| 19 | 9          | «Приют» «The Orphanage»                                                  | Ли Джаниак                   | Брайан Сэв                    | 26 июля 2016    | 0,352               |
| Густаво А'Коста просто спит с Брук в одной кровати, потому что ей страшно засыпать одной. С утра они целуются, но Брук не допускает секса, потому что ещё не забыла Джейка и Густаво относится к этому с пониманием. Он показывает ей фотографии бумаг, которые нашёл в кабинете своего отца шерифа. Они свидетельствуют о том, что её отец вёл дела с Джейком - он нанял его поджечь здание – стройку, которая не приносила дохода. Эмма спрашивает у Ноа – давно ли он знал про Одри. Она обвиняет её в том, что их друзей убивали, а она всё знала и ничего не сделала, потому что боялась, что её обвинят. Одри выясняет, что Ноа записал разговор случайно, но он его не отправлял. Так как его невозможно взломать, отправить запись мог только тот, кто бывал в его комнате – Зои, Одри и его мать. Одри обвиняет Зои, та отвергает, но потом признаётся. Она клянётся, что хотела просто послушать, а потом удалила. Ноа ей верит. Одри уходит и они занимаются сексом. Шериф разговаривает с Маргарет Дювал (матерью Эммы). Он рассказывает ей, что его сын Густаво не пришёл домой вчера вечером и историю, как после смерти матери, Густаво и его друг Каил играли с его пистолетом, пистолет выстрел в Каила и Каил умер, а Густаво просто сидел и рисовал мёртвого Кайла. Тогда все решили, что произошёл несчастный случай, и они переехали в Лейквуд. Но потом он нашёл новые рисунки и теперь сомневается, было ли это несчастным случаем. Эмме снится сон, в котором она убивает ножом своих друзей – Одри, Ноа и Кирона когда они хотят с ней поговорить. Её мать будит её и говорит что видела, как она ходила с ножом во сне по дому. Она рассказывает об этом Кирону и чувствует себя преданной Одри. Вместе с Кираном они находят кассету записи её беседы с мисс Лэнг, где она воспринимает Эмму как жестокую. Они навещают мисс Лэнг в больнице, но её состояние резко ухудшается, как только она видит Эмму и им приходится уйти. Кто-то присылает мисс Лэнг цветы и подписывает их как от Пайпер. Кирон незаметно крадёт из ящика ключи от квартиры мисс Лэнг, где они с Эммой находит фотографию, изучая которую понимают, что Пайпер и мисс Лэнг знали друг друга. Эмма звонит Ноа и рассказывает всё, что они узнали. Вместе они выясняют, что Пайпер и мисс Лэнг вместе учились и росли в одном приюте. Они договариваются поехать туда, чтобы что-то понять на месте. Бывший приют оказывается современным клубом, где идёт вечеринка в честь Брэндона Джеймса. Организатор вечеринки – Хейли Мейерс, говорит Эмме, что её попросил об этом друг, который пожелал остаться неизвестным. В это время Одри получает смс от убийцы, о том, что ему придётся убить Ноа и присылает ей адрес, куда она сразу выезжает. Ноа выключает свет и заканчивает вечеринку, в то время как убийца убивает Хейли, а Эмма находит труп Пайпер в одной из комнат. |            |                                                                          |                              |                               |                 |                     |
| 20 | 10         | «Исчезновение» «The Vanishing»                                           | Кевин Колш и Деннис Видмайер | Эоган О'Доннел                | 2 августа 2016  | 0,316               |
| При вскрытии тела Пайпер, Маргарет (патологоанатом по профессии) находит у неё в груди зашитое свиное сердце, а также делает вывод, что тело подвергалось эксгумации. Зои не пришла на занятия и не отвечает на звонки Ноа. Он получает смс с её номера с просьбой прийти на их место. Придя туда, на Ноа нападает убийца. Получив удар ножом в живот, Ноа теряет сознание и приходит в себя запертый в закрытом гробу. Эмма продолжает расспрашивать Одри про Пайпер – что она ещё от неё утаила? Та отвечает, что в ночь, когда погибла Рейчил, Пайпер была с ней, поэтому она не подозревала её, ведь у неё был сообщник. Внезапно Эмма и Одри получают сообщения от неизвестного абонента – там фотографии Ноа, запертого в гробу. Они решают, что им нужно ехать на старую конюшню – они там познакомились, когда были детьми, и убийца направляет их в их любимое место, чтобы очернить память о нём. Шериф А'Коста обыскивает дом Брендона Джеймса и снова находит там фотографии Эммы. Он разговаривает с Марагрет и делает вывод – что Брэндон Джеймс вернулся. Вероятно у шерифа и Маргарет есть какой-то секрет. На конюшне Эмма и Одри успевают спасти Ноа, но не успевают спасти Зои, которая захлебнулась в гробу, который убийца опустил в воду. Полиция обнаруживает на конюшне труп свиньи без сердца и отрубленную руку Сета Бренсона. В последней сцене серии Маргарет Дювал оставляет письмо в дупле дерева и уходит – это записка для Брэндона с просьбой отстать от Эммы, так они общались в детстве. Записку забирает Элай. |            |                                                                          |                              |                               |                 |                     |
| 21 | 11         | «Небесные создания» «Heavenly Creatures»                                 | Джейми Трэвис                | Анна Кристофер                | 9 августа 2016  | 0,347               |
| Убийца незаметно вламывается в дом Эммы ночью. Сначала он заходит к Маргарет, потом к Эмме и забирает её дневник снов. Эмма просыпается от шороха, но никого не видит. Она обнаруживает лишь открытую входную дверь и деревянный кулон, на котором вырезано её имя. Ноа в больнице после происшествия на конюшне. Он решает закрыть свой подкаст, потому что после смерти Зои больше не хочет заниматься этим и просит друзей забрать доску убийств и всё что с этим связано из его дома. Во время уборки Эмма находит у Ноа вырезку из газеты с похорон Уилла, и там, на заднем плане замечает Илая. Никто не знал, что он был в Лейквуде в то время. Кирон хочет разобраться с ним, но Эмма его останавливает. Шериф допрашивает Карэн Лэнг, которая пришла в себя в больнице. Она отрицает, что они с Пайпер были подругами и сообщает, что Эмма была больше всех одержима Пайпер – никто не знает, как этот порыв жестокости мог повлиять на неё. Гутаво и Брук продолжают тайно встречаться в гостинице. В итоге, они договариваются вернуться по домам к своим отцам. Брук возвращается, а Ставо навещает Ноа в больнице, и, отдав ему свои нарисованные комиксы, собирается уехать из города. Ноа делает финальный подкаст - дань уважения Зои, но в конце подката передумывает его закрывать. Тина Хадсон – мать Илая сообщает ему, что мэр города Куинн Мэддокс заплатит им 15 тысяч долларов, чтобы они убрались из города. Илай не хочет уезжать и обещает матери решить проблему с мэром. Позже он проникает в его дом, находит и забирает компрометирующие документы. В это время Кирон подслушивает разговор Элая с его Матерью, из которого следует, что мэр ограбил половину людей в городе. Он обыскивает комнату Илая и находит письма Одри к Пайпер, которая она писала год назад. Показав это Эмме и Одри, они решают вернуть их на место, чтобы Илай ничего не заподозрил. Эмма и Одри едут на свиноферму, которая принадлежала семье Джеймса, чтобы найти там компромат на Илая, и обнаруживают там тайную комнату, в которой кто-то жил и дневник снов Эммы, который был украден из её дома ранее. В это время на свиноферму приезжает мэр, которого до этого шантажировал Элай. Убийца нападает на него и прокалывает его виллами насквозь. На шум прибегают Эмма и Одри, пытаясь спасти мэра, Эмма вытаскивает из него виллы, в этот момент их застаёт полиция и арестовывает. Шериф говорит Маргери, что её дочери понадобится адвокат. |            |                                                                          |                              |                               |                 |                     |
| 22 | 12         | «Когда звонит незнакомец» «When A Stranger Calls»                        | Патрик Люссье                | Эоган О'Доннелл               | 16 августа 2016 | 0,341               |
| Эмму и Одри везут в отделение, внезапно кто-то выходит на дорогу, полицейская машина врезается в дерево, чтобы избежать столкновения. Убийца в маске подходит и убивает водителя, затем отдаёт Одри ключи от наручников и уходит. Эмма и Одри снимают наручники и заходят на ближайшую заправку. Там с ними связывается убийца – он говорит Эмме, что хочет продолжать играть и грозиться убить её парня – Кирона, если она сдастся. Шериф разговаривает со школьным психологом мисс Лэнг, она считает, что Эмма и Одри обезумели и не отличают реальность от фантазии. Густаво приходит к Брук и соболезнует по поводу смерти её отца, затем он обвиняет Одри в случившемся, но Брук не разделяет его точку зрения и просит его уйти. Эмма пробирается к Кирону в дом через окно. Одри ждёт на улице. Она рассказывает ему обо всём. Кирон сообщает, что его тётя Тина уехала, а Элай так и не пришёл вчера домой. В этот момент Элай подъезжает к дому. Одри это видит и успевает предупредить Эмму до того как тот входит в дом. Девушки решают укрыться в кинотеатр, так как первый сеанс там начинается только вечером в 17:00. Ноа и Брук узнают об этом и идут в кинотеатр к ним. Там Эмме вновь звонит и угрожает убийца. Ноа делает предположение, что убийц снова двое. Вскоре к ним приходит Густаво, кто-то отправил ему смс от имени Брук и попросил прийти, но они его не впускают. Внезапно кто-то включает фильм в зале, пока Эмма пытается его отключить появляется убийца и ранит Брук. Приезжает скорая и полиция, Эмма убегает, а Одри пропала. В полицейском участке Ноа показывает шерифу фотографии Элая с прошлогодних похорон Уилла, чтобы открыть ему глаза и доказать что Эмма не единственная, кого можно подозревать. Эмме приходит фотография со связанной Одри и текст – «пора взглянуть маске в глаза, приходи одна или она умрёт». Она идёт на встречу с убийцей, находит и освобождает Одри. Внезапно, в комнате появляется Кирон и Элай. Элай говорит, что он проследил за Кироном и тот ранил его ножом, но он притворился мёртвым и теперь пришёл сюда, чтобы рассказать всё Эмме. Кирон это отрицает, Эмма верит ему и ранит Элая из пистолета. Кирон говорит ей, что теперь она в безопасности, но Эмма вспоминает интонацию и манеру разговора убийцы, когда тот говорил ей слова «ты никогда не будешь в безопасности снова» и осознаёт, что убийца и Кирон это один и тот же человек. Она пытается противостоять ему, но он выхватывает у неё пистолет и добивает Элая. Он признаётся ей, что действительно является убийцей, и делает это, потому Пайпер была его любимой девушкой. Она показала ему, что убивать это здорово, а Одри он терроризировал, потому что она застрелила Пайпер. В это время Одри полностью приходит в себя, и они с Эммой обезвреживают Кирона. Вскоре приезжает полиция и арестовывает его. В тюрьме, надзиратель зовёт Кирона к телефону, сказав, что с ним хочет поговорить его адвокат. Взяв трубку, Кирон слышит слова: «Привет Кирон - кто тебе разрешил надевать мою маску?»… |            |                                                                          |                              |                               |                 |                     |

### Специальный эпизод
| № общий | № в сезоне | Название                     | Режиссёр | Автор сценария | Дата премьеры   | Зрители в США (млн) |
| --- | ---------- | ---------------------------- | -------- | -------------- | --------------- | ------------------- |
| 23 | 1          | «Хэллоуин» «Halloween»       | Оз Скотт | Стив Йоки      | 18 октября 2016 | 0,326               |
| Уилкокса приговаривают к десяти пожизненным заключениям. Его дело широко освещалось в прессе и из-за толпы репортёров полицейские решают повременить с его отправкой в место отбывания наказания и закрывают в клетке. Но неожиданно появляется убийца в маске Брэндона, который прятался над клеткой. Он ломает оставшемуся наедине с заключённым полицейскому голову и отпирает клетку Уилкокса. Киран без страха обращается к убийце: — Хорошо, ты сдержал своё слово. Теперь скажешь кто ты? Но вместо ответа убийца резко полоснул его по горлу. Киран судорожно валится на живот и пытается доползти до пистолета валяющегося рядом с мёртвым полицейским, но убийца не позволяет ему этого и, перебив ножом хребет, завершает начатое. Перевернув тело на спину он наблюдает как вокруг головы растекается кровь. Накануне нелюбимого праздника мать и дочь разговаривают о том что до конца обучения Эмме остался всего год и следует присматривать колледж. Мэгги предлагает ей съездить посмотреть Лейквудский университет, но Эмма говорит что вообще не уверена что будет куда бы то ни было поступать. В этот момент приходит Брук, которая ожидает увидеть Эмму в подавленном состоянии из-за убийства Кирана, но Эмма с матерью ещё даже не знают об этом. Тем не менее Эмма стойко принимает эту новость и старается ни капли не расстраиваться. Ноа и Густаво обращаются в кафе со своим редактором Джереми Блэром, который сообщает им, что их графический роман «Лейквудская шестёрка» имеет большой успех, и что они обязаны сделать что-то ещё. Он предлагает им историю Анны Хоббс, которая в тридцатые годы совершила серию убийств в ночь Хэллоуина. Согласно городской легенде она однажды сорвалась и убила своих родителей вместе с семьёй Уиттен, на которую они работали. Густаво и Джереми убеждают Ноа, у которого творческий кризис, отправиться на остров Шелл Гроув, где произошли убийства, и выяснить, почему Анна сошла с ума. Эмма и Одри, которых преследует пресса, решают отправиться с ними, чтобы отдохнуть от Лейквуда. Новая подруга Одри, Джина, вынуждена остаться из-за работы в кинотеатре. Густаво, Джереми и Лейквудская четвёрка прибывают на остров в самолёте. Единственный человек, который живёт на острове, - наследник по имени Алекс Уиттен, который много лет живёт затворником. |            |                              |          |                |                 |                     |
| 24 | 2          | «Хэллоуин II» «Halloween II» | Оз Скотт | Мередит Глинн  | 18 октября 2016 | 0,302               |
| Друзья собираются сбежать с острова на лодке Алекса, но она исчезает. Помощи ждать не откуда — голову местного шерифа убийца подкидывает на порог особняка Уиттенов. Все уверены в том, что убийца — это Джереми. Кода он появляется в доме, Алекс запирает его в кладовой. Как бы там ни было, ему удаётся сбежать и найти фото Билли и настоящего Алекса. Становится понятно, что Алекс, который находится с группой ребят — самозванец. Его настоящее имя — Том Мартин. Вскоре Том убивает Джереми. Ноа, Одри, Брук и Ставо находят секретный проход из особняка в домика Билли. Там Ноа понимает, что Анна и её семья стали жертвой нападения Реджинальда, и девушка убила мужчину в целях самозащиты. Том в костюме убийцы нападает на Эмму, но той удаётся его запереть. Тогда он снимает костюм и снова притворяется Алексом, усыпляя бдительность Эммы. Девушка находит тело настоящего Алекса и понимает, что Том — убийца. Юноша рассказывает, что его родители были убиты, а сам он — в прочем, как и Эмма — выживший. Когда он увидел Эмму в новостях, то решил, что убьёт каждого, кто встанет между ними. Том также говорит, что не убивал Кирана и не знает, кто это сделал. Эмма отвечает, что не любит Тома. Эмма пытается сбежать от Тома, и во время погони он падает с балкона и разбивается. Спустя 5 месяцев, герои продолжают жизнь в Лейквуде. Ноа не даёт покоя один вопрос — кто же убил Кирана. В финальных сценах отец Эммы, Кевин, стоит на могиле Кирана, а неизвестный мужчина представляется именем Брендона Джеймса при заселении в отель. |            |                              |          |                |                 |                     |

### Сезон 3 (2019)
| № общий | № в сезоне | Название                                       | Режиссёр                     | Автор сценария                  | Дата премьеры | Зрители в США (млн) |
| --- | ---------- | ---------------------------------------------- | ---------------------------- | ------------------------------- | ------------- | ------------------- |
| 25 | 1          | «Клуб мертвецов» «The Deadfast Club»           | Кевин Колш и Деннис Уидмайер | Бретт Мэтьюз                    | 8 июля 2019   | 0,79                |
| Убийца в жуткой маске возвращается! Когда призрачная фигура из прошлого Дейона возвращается вновь, чтобы преследовать его в настоящем, запускается цепочка неимоверных событий. Теперь жизнь Дейона и его новых друзей находится под угрозой, и может оборваться в любое время. |            |                                                |                              |                                 |               |                     |
| 26 | 2          | «Ночь Дьявола» «Devil's Night»                 | Таня Хэмилтон                | Ли Дэна Джексон и Кристи Корзек | 8 июля 2019   | 0,60                |
| Попытка устроить убийце ловушку оборачивается против самих героев, когда они оказываются заперты вместе с ним в одной школе, поэтому они вынуждены использовать все подручные средства для самообороны.                                                                         |            |                                                |                              |                                 |               |                     |
| 27 | 3          | «Человек под маской» «The Man Behind The Mask» | Даррен Грант                 | Бенжамин Рааб и Дерик А. Хьюз   | 9 июля 2019   | 0,40                |
| Маньяк заманивает членов Клуба Мертвецов в место, где всё началось, и для одного из них эта поездка становится последней. |            |                                                |                              |                                 |               |                     |
| 28 | 4          | «Убежище в шторм» «Ports In The Storm»         | Уильям Шарпф                 | Пенни Кокс                      | 9 июля 2019   | 0,34                |
| Убийца предлагает выжившим сыграть в очередную смертельную игру на выбывание, правила в которой не так однозначны. |            |                                                |                              |                                 |               |                     |
| 29 | 5          | «Слепые пятна» «Blindspots»                    | Даррен Грант                 | Шерман Пэйн                     | 10 июля 2019  | 0,38                |
| Приближаясь к разгадке, Дион пытается спасти ещё одного человека, а внутри Клуба Мертвецов формируется неожиданная коалиция. |            |                                                |                              |                                 |               |                     |
| 30 | 6          | «Конец игры» «Endgame»                         | Кевин Колш и Деннис Уидмайер | Бретт Мэтьюз                    | 10 июля 2019  | 0,33                |
| Все тайны раскрываются в кровавой развязке, когда выжившие узнают, кто скрывался под маской. |            |                                                |                              |                                 |               |                     |